# 形象思维论
形象思维论是中华人民共和国初期至文革结束后文艺理论界一个在学术和政治上有争议的文艺理论。

## 提出
1950年代，中华人民共和国文艺理论界自苏联引进了“形象思维论”，该理论由别林斯基创造、尼古拉耶娃发展。当时周扬是中华人民共和国文艺理论界的权威，且是主管文艺工作的中共中央宣传部副部长。在周扬支持下，“形象思维论”成为中华人民共和国文艺理论的金科玉律，这种理论认为人认识现实有两种思维方式：形象思维、抽象思维，艺术家主要运用形象思维，科学家主要运用抽象思维。
1956年，《新建设》5月号发表了霍松林的长篇论文《试论形象思维》，这是中国国内首篇专题论述形象思维的理论文章，引发强烈反响，开启了关于形象思维的第一场学术争论。
1960年代，郑季翘任中共吉林省委书记，分管文艺工作。郑季翘认为，若艺术家有单独的思维规律，那么毛泽东在《实践论》中所说的人类普遍的认识规律又将如何存在？1962年7月，周扬来吉林省长春市视察，郑季翘当面向周扬表达了自己的上述看法，希望周扬改变立场。周扬当时未表态，后来在辽宁省沈阳市的一个座谈会上讲，“斯基”是不能随便批判的。郑季翘认为周扬讲话里指就是他郑季翘。于是郑季翘在1963年2月写成论文《应该坚持马克思主义认识论——关于文艺创作中形象思维论的批判》。按照中共的组织原则，郑季翘给中共中央宣传部领导陆定一、周扬、林默涵、许立群写信并附此文，希望他们指正。中共中央宣传部未作答复。郑季翘又向中共吉林省委第一书记吴德讲述了自己的观点，获得吴德的支持。吴德在中共中央东北局书记处开会时讲了该问题，获得中共中央东北局第二书记欧阳钦支持。
1963年底到1964年初，中共中央宣传部举行各大区宣传部长会议，中共中央东北局宣传部部长关山复问周扬对郑季翘的上述文章有何意见。周扬表示，“季翘同志最好在肯定形象思维论的基础上再去批判，然后可以在《新建设》杂志上发表。”关山复将周扬的意见转告给郑季翘。郑季翘认为周扬这是在压制讨论，自己这篇文章己无可能发表。1964年夏，陈伯达来到长春，郑季翘将此文给陈伯达看，陈伯达要郑季翘修改并充实这篇文章，交给《红旗》杂志。很快《红旗》编辑部打电话给郑季翘说：“根据伯达的指示，编辑部向你约稿，望尽快寄来。”1964年10月，郑季翘修改了该文稿，在文中增加了“现代形象思维论是现代修正主义文艺思潮的先声和基础”这一论点，将问题升至政治问题的高度。1965年1月，郑季翘给《红旗》编辑部打电话，询问该文稿处理得如何，编辑部答复称：“稿子早已收到。按老夫子（指陈伯达）的意思是要发表的，但因中宣部方面有不同意见，所以没有发表。”同时，郑季翘又托吴德将该文稿交给彭真，试图越过中共中央宣传部，直接获得中央领导的支持。经吴德等人支持，1964年底，该文稿即1963年文章的第二稿在中共中央东北局政治研究室主办的内部刊物《试笔初稿》发表，并作为密件下发给省以上宣传干部。
1965年8月，陆定一来长春，郑季翘前去探望。陆定一表示，“我路过沈阳，强晓初同志把你写的文章给我看了，我从来都是反对形象思维论的。”数日后，陆定一视察长春电影制片厂，在长春电影制片厂干部会上说，“形象思维论是资产阶级的，修正主义的。”
1965年10月，周扬遵照陆定一的指示，在北京举办讨论郑季翘上述文章的座谈会，周扬在会上当着郑季翘的面自我批评说，“季翘同志对你不起，处理你的文章我有官僚主义。”
1965年1月，郑季翘又完成了这篇文章的第三稿即《文艺领域里必须坚持马克思主义的认识论——对形象思维论的批判》。在《红旗》发表之前，文章送毛泽东阅读。1966年3月20日，毛泽东在杭州中共中央政治局常委扩大会议上表扬了郑季翘的文章。1966年4月5日，《红旗》第5期发表了郑季翘的这篇文章。1966年文革爆发前夕，毛泽东支持了一批文史哲领域内挑战权威的文章，郑季翘的文章只是其中一篇。文中点名批判以群、蒋孔阳、霍松林、李泽厚等人，并说“所谓形象思维论不是别的，正是一个反马克思主义的认识论体系，正是现代修正主义文艺思想的一个认识论基础”。《红旗》发表后，《光明日报》随即全文转载此文。
1966年5月，中共中央政治局扩大会议决定撤销以彭真为首的“文化革命五人小组”，成立中央文革小组，组长为陈伯达，副组长为江青、张春桥等人。1966年5月28日，向党内公布了中央文革小组名单，并且通知六个中央局各派一人出任中央文革小组成员。中共中央东北局书记处开会决定派郑季翘出任中央文革小组成员，并在1966年6月3日通知了郑季翘。
1966年7月下旬，郑季翘参加了中央文革小组会议，获毛泽东接见，列席了中共八届十一中全会。陈伯达对郑季翘说，中央文革小组缺人，希望郑季翘留在北京任职。郑季翘婉言谢绝了陈伯达的提议，返回吉林。后来郑季翘和他人私下议论说“文化革命就是‘易储’”，“江青很傲慢，净教训人”，被江青得知，后来郑季翘被中央文革小组除名。文革初期，郑季翘受到冲击，后作为老干部被结合进吉林省革命委员会，在当政期间支持过电影《创业》的拍摄，受到吉林省一把手排挤。
1977年12月，《毛主席给陈毅同志谈诗的一封信》在《诗刊》1978年1月号公开发表，并在《人民日报》1977年12月31日第一版转载。此信是毛泽东1965年7月21日写给陈毅的，其中谈到“又诗要用形象思维，不能如散文那样直说，所以比、兴两法是不能不用的。……宋人多数不懂诗是要用形象思维的，一反唐人规律，所以味同嚼蜡。以上随便谈来，都是一些古典。要作今诗，则要用形象思维方法，反映阶级斗争与生产斗争，古典绝不能要。”此信的发表引发全国文艺界人士关注。众多作家、文艺理论家、各高校中文系教师在报刊上发表了许多批评郑季翘观点的文章，肯定了形象思维是文艺创作的主要思维方式，同时也没人表示文艺创作需要排斥逻辑思维。这场关于形象思维论的争论自1978年初开始，为时两年多，有关文章汇编在哈尔滨师范学院中文系编的《形象思维资料汇编》（人民文学出版社，1980年）以及复旦大学中文系编的《形象思维问题参考资料》（一、二册，上海文艺出版社，1978年）。
在这场争论中，文艺理论界有人将郑季翘的文章和江青的“文艺黑线专政论”绑在一起批判，并且怀疑郑季翘出任中央文革小组成员是因受江青赏识。这时，原中共中央东北局第一书记宋任穷向中央领导汇报称，郑季翘参加中央文革小组是由原中共中央东北局书记处决定的，和江青无关。1978年5月，郑季翘被任命为全国人大常委会副秘书长。
1979年《文艺研究》第1期发表了郑季翘《必须用马克思主义认识论解释文艺创作》一文，为自己的观点进行辩护。陕西师范大学的霍松林随即应《陕西师范大学学报》主编谢振中的邀请，在该学报1979年第4期上发表《重谈形象思维——与郑季翘同志商榷》，引发文艺理论界反响。
周扬从秦城监狱释放后获得平反，1978年9月出任中国社会科学院副院长。周扬上任不久，便找到钱锺书，托钱锺书编辑出版《外国理论家作家论形象思维》一书。为编辑此书，钱锺书让妻子杨绛担任助手，其他助手还有中国社会科学院外国文学研究所的几位成员。书中内容大部由钱锺书、杨绛翻译，部分请柳鸣九、刘若瑞翻译、钱锺书、杨绛校订，另选录朱光潜等人翻译的其他一些文献。1979年1月，该书由中国社会科学出版社出版，获得很大反响。周扬对这本书很满意。